# محمد العربي زيتوت
محمد العربي زيتوت (29 يوليو 1963-) ناشط حقوقي وسياسي معارض ودبلوماسي جزائري سابق ولد في مدينة الأغواط.

## حياته
- حصل على شهادة البكالوريا سنة 1982م.
- تخرج في قسم الدبلوماسية بالمدرسة الوطنية للإدارة بالجزائر عام 1986م، ثم درس مرحلة الماجستير في العلاقات الدولية في جامعة الجزائر.
- التحق بالإدارة العامة للشؤون العربية بوزارة الخارجية في نهاية 1986م، ثم عُيّن بالسفارة الجزائرية بطرابلس عام 1991م.
- استقال من منصبه الدبلوماسي سنة 1995م احتجاجًا على انتهاكات حقوق الإنسان بسبب انحرافات النظام الجزائري الذي استولى على السلطة بانقلاب عسكري عام 1992م.
- ينشط زيتوت في إطار أمانة حركة رشاد الجزائرية التي شارك في تأسيسها سنة 2007م من أجل تغيير النّظام تغييرًا جذريًا بطرق سلمية، واستبداله بنظام آخر.
- كما يناضل في المجال الحقوقي ويتعاون مع منظمات حقوقية لوقف انتهاكات حقوق الإنسان في العالم العربي وكان أحد مؤسسي منظمة جستيسيا يونيفرساليس عام 2001م لمناهضة الإفلات من العقاب.

## أعماله
عمل محمد العربي زيتوت بالدبلوماسية الجزائرية عدة سنوات قبل أن يستقيل من آخر منصب كان يشغله وهو نائب للسفير الجزائر في ليبيا عام 1995 م. إحتجاجًا على ماقال أنه انتهاك لحقوق الأنسان واٍنحراف النظام الجزائري بعد إنقلاب عام 1992م[بحاجة لمصدر]
يقيم منذ ذلك الحين بلندن حيث يشتغل خبازًا كما استمر في نشاطه السياسي والحقوقي. يشغل منصب الناطق الرسمي لمنظمة الكرامة لحقوق الإنسان في العالم العربي.
ودعى إلى ضرورة التغيير السلمي في الجزائر من أجل إسقاط النظام ولقد اعتبر هذا المطلب الأسلوب الوحيد الأنجع لمكافحة أي نظام مستبد.
سطع نجمه قبيل الثورات العربية وأثنائها من خلال التقارير والمناظرات السياسية كمعارض للأنظمة العربية وتفشي الفساد السياسي والاقتصادي في أجهزة ودواليب الدولة والنظام العربي الذي يسيطر عليه أشخاص أو عائلات أو لوبيات ديكتاتورية وشمولية.
شارك محمد العربي زيتوت في العديد من البرامج التلفزية والإذاعية العربية والأوروبية وذلك لانتقاد الأنظمة الديكتاتورية ولمساندة الشعوب المقموعة. وكان من أشهر المناظرات المباشرة في برنامج الإتجاه المعاكس مع الديبلوماسي التونسي برهان البسيس، دافع من خلالها بشراسة عن فكرة بزوغ فصل جديد من تاريخ العالم العربي وأن الوقت قد حان لتغيير شامل في أنظمة الحكم العربية. كما كان من السباقين في أكثر من مناسبة إلى التأكيد في إطار نظرة-تحليلية مستقبلية- عن قرب بزوغ ثورات شعبية شاملة وتوفر كل الظروف لاشتعالها، مؤكدا عن قدرتها على الإطاحة بأنظمة الحكم الديكتاتوري بالعالم العربي وإحدات تغييرات إستراتيجية مهمة في ميكانزمات الحكم.
ويمتلك محمد العربي زيتوت حالياً الذي كان يشتغل في سلك الدبلوماسية سابقا محل بيع سندويتشات بالعاصمة الإنجليزية لندن والتي يقيم فيها كلاجيء سياسي في نفس الوقت.

## مناصب يشغلها
يشوب توتر وعداوة كبيرين في العلاقة بين محمد العربي زيتوت والنظام الجزائري، حيث يتعرض محمد العربي زيتوت إلى هجومات عنيفة وأحيانا إلى تهديدات وذلك بسبب انتقاده المتواصل لنظام الحكم في الجزائر، ولقد إزدادت هذه الهجمات أثناء الثورات العربية التي تشهدها المنطقة حيث أبرز محمد العربي زيتوت تأييده المطلق لهذه الثورات وباركها معتبرا إياها حدثا تاريخيا لا مفر منه متشابها إلى حد كبير بحركات التحرير التي شهدتها الدول المحتلة أثناء الاستعمار الأجنبي.

## نشاطه
يدعو محمد العربي زيتوت منذ تخليه عن منصبه في السفارة الجزائرية بطرابلس إلى ضرورة التغيير السلمي في الجزائر من أجل إسقاط النظام ولقد اعتبر هذا المطلب الأسلوب الوحيد الأنجع لمكافحة أي نظام مستبد.
قام محمد العربي زيتوت بعدة زيارات إلى بعض الدول العربية التي شهدت ثورات الربيع العربي ومنها ليبيا وتونس حيث شارك في عدة ندوات ومؤتمرات عقدت لمناقشة أهم التطورات بدول الربيع العربي وتأثيراتها على المنطقة العربية، وقام مع أعضاء حركة رشاد الجزائرية المعارضة بإصدار عدة بيانات أوضح فيها دعمه المطلق لنسق التغيير السلمي في دول الربيع العربي وأكد أيضا اعترافه بالمجلس الانتقالي الليبي والمجلس الوطني السوري المنبثقان عن المعارضة في كل من ليبيا وسوريا.